# Kel Aïr

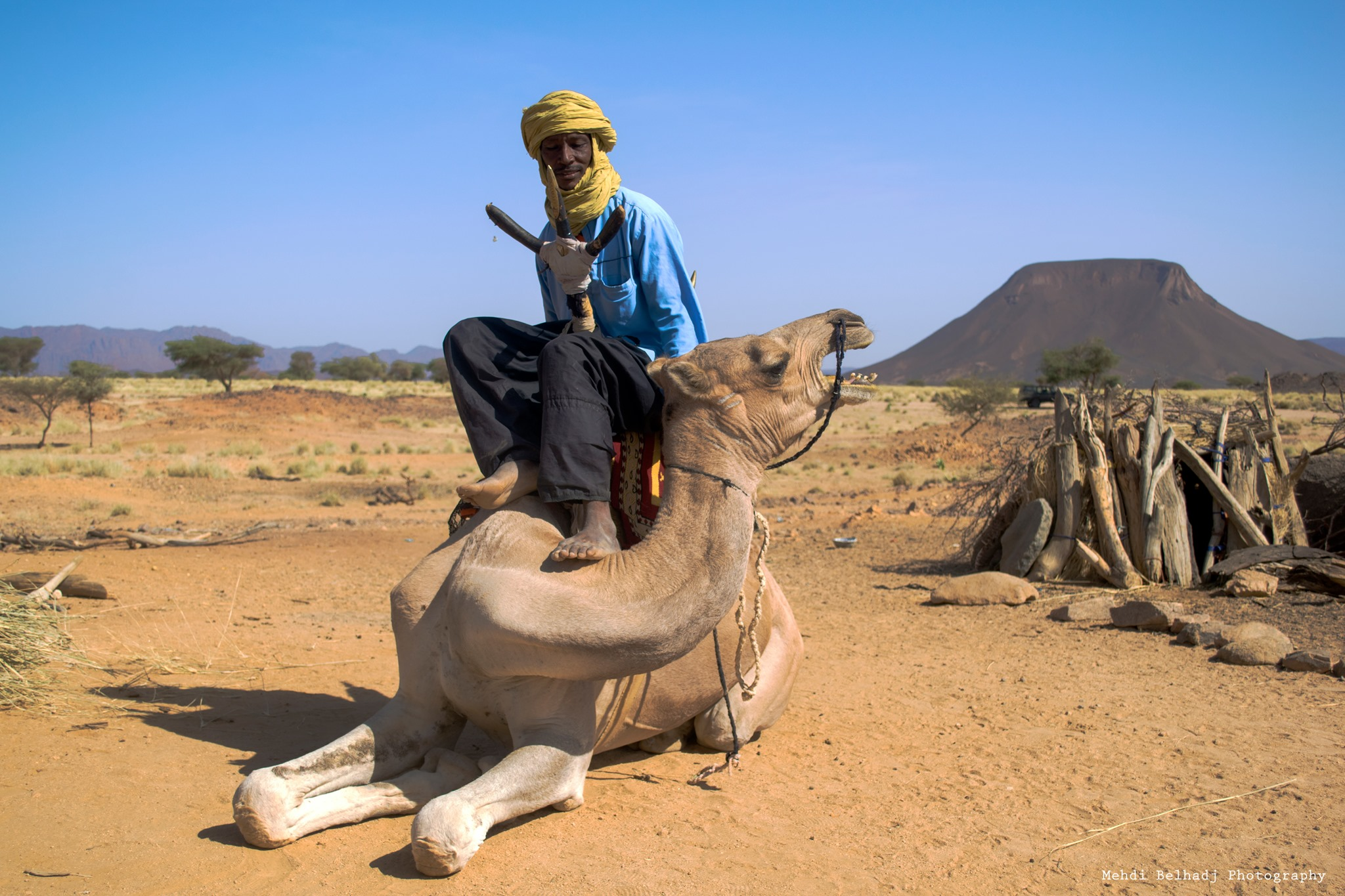
Un nomade et son dromadaire.

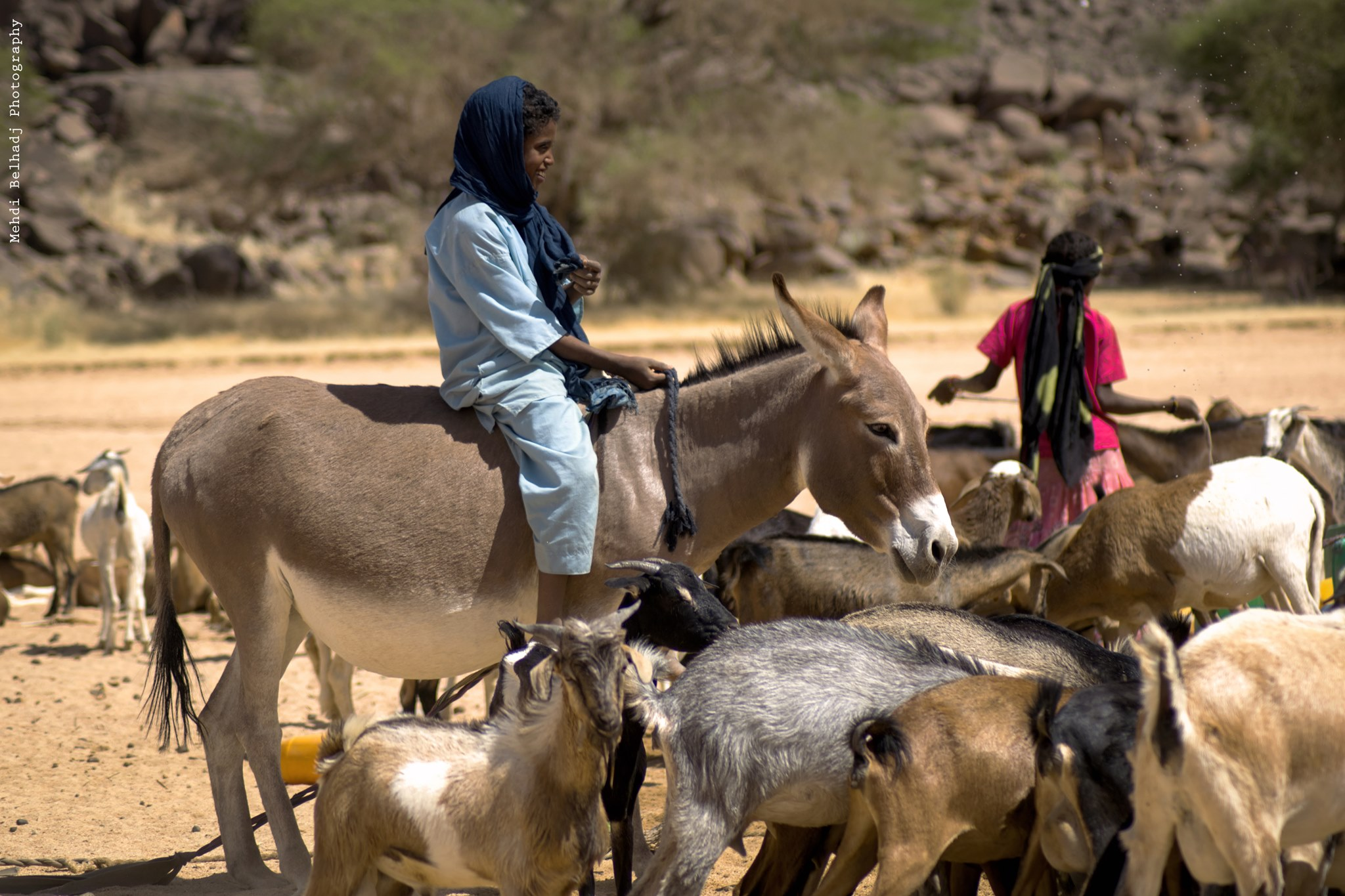
Ânes et chèvres.

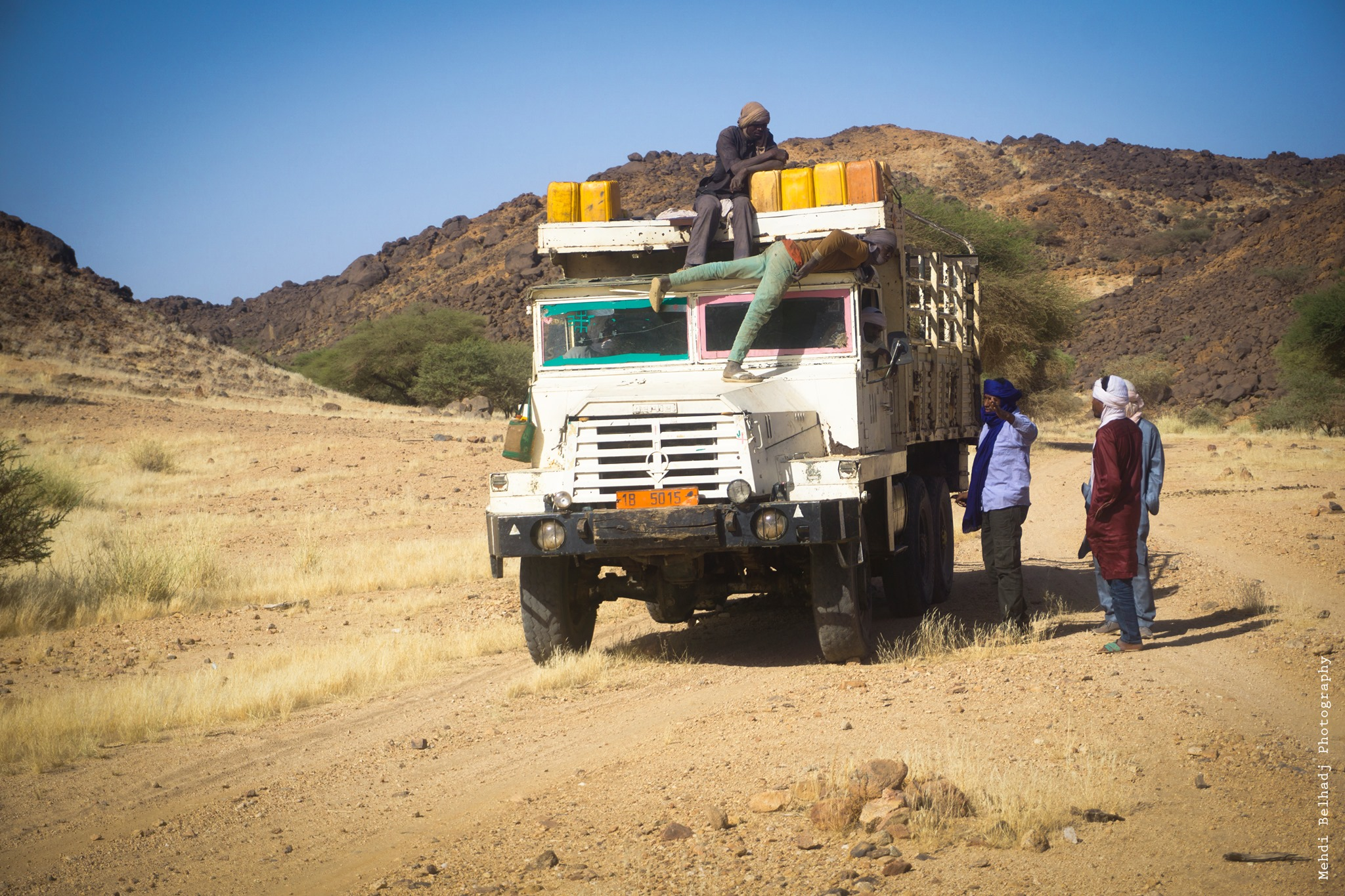
Kel Aïr se déplaçant en camion.

Kel Aïr désignent les Touaregs vivant dans le massif de l'Aïr, au Niger, qui constituent une confédération (ettebel) de tribus (tawsit) elles-mêmes divisées en fractions. Ils étaient 55 000 en 1981.
On compte des groupes purement nomades sur le versant ouest du massif ouvert sur la plaine du Tamesna comme : 
- Les Ifoghas
- Les Kel Gharous (Ceux du puits profond)
- Les Ikazkazan
- Les Kel Tadele
- Les Kel Eway
- Les kel tamassna dans le désert de l'Aïr

Plus au sud[Où ?] : 
- Les Kel Fadey (vers Ingall)
- Les Igdalen
- Les Kel Ferwan (au sud de l'Aïr)

On  mentionne aussi les Kel Ferouane, les Kel Tafidet, les Kel Azar, les Kel Negourou, les Kel Taranawen, les Kel Bagzan, les Kel Seloufiat.